# Arca noae
arche de Noé
Espèce
L'arche de Noé (Arca noae) est une espèce de mollusques bivalves de la famille des Arcidae.
Valves droite et gauche du même spécimen:

Valve droite
Valve gauche

var. abbreviata

Valve droite
Valve gauche

## Galerie

Photographies de coquilles d'arche de Noé
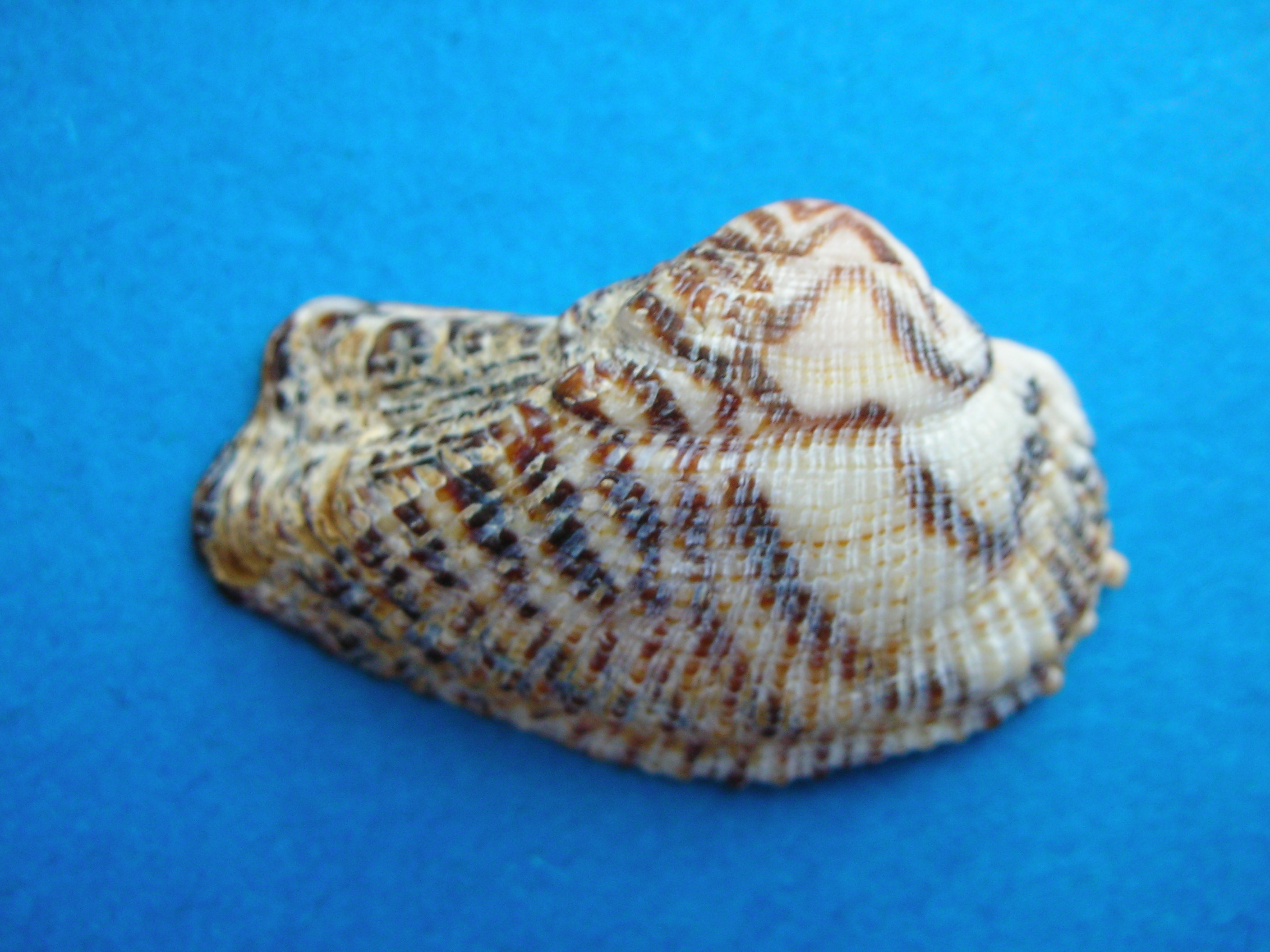
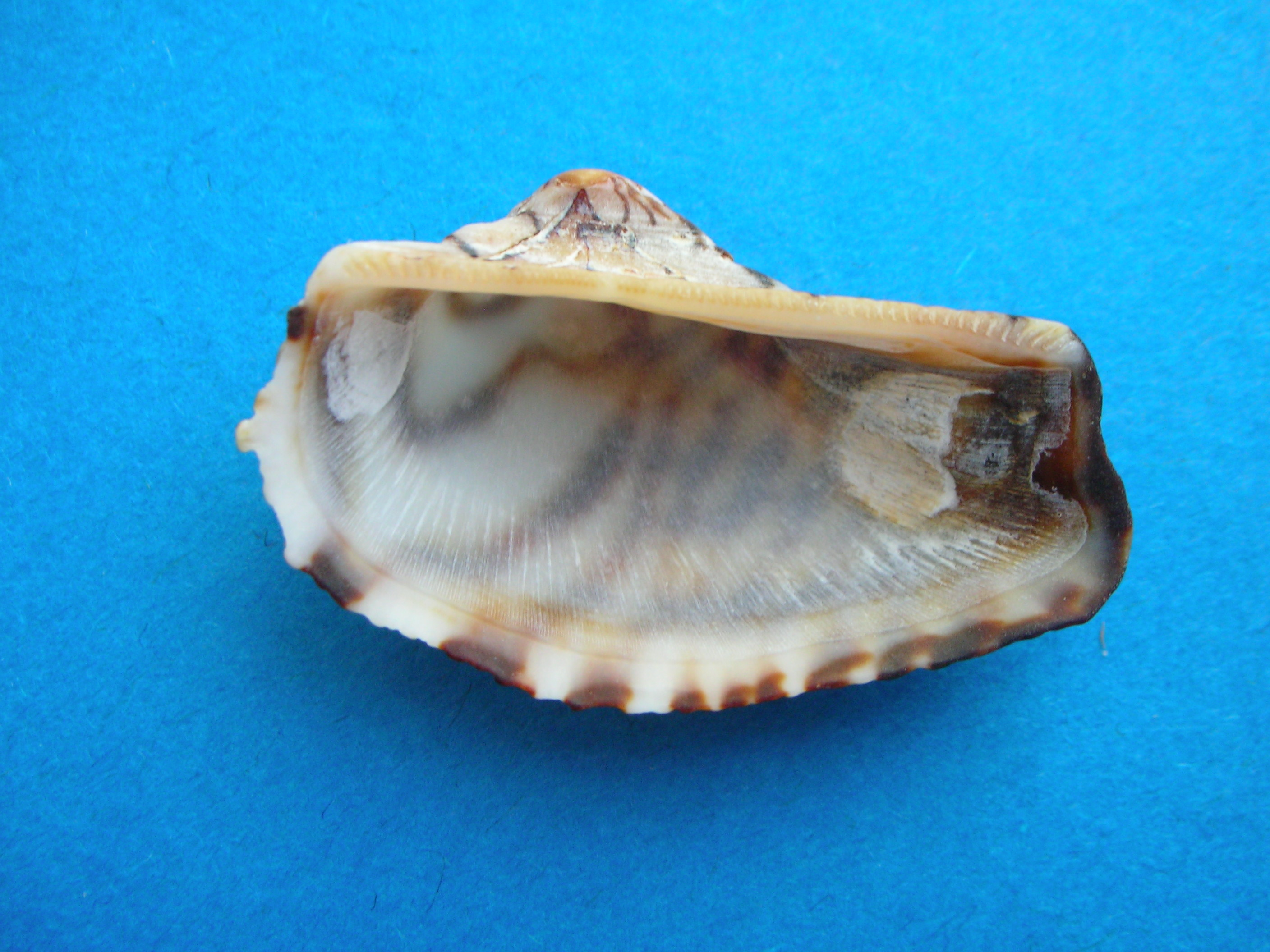
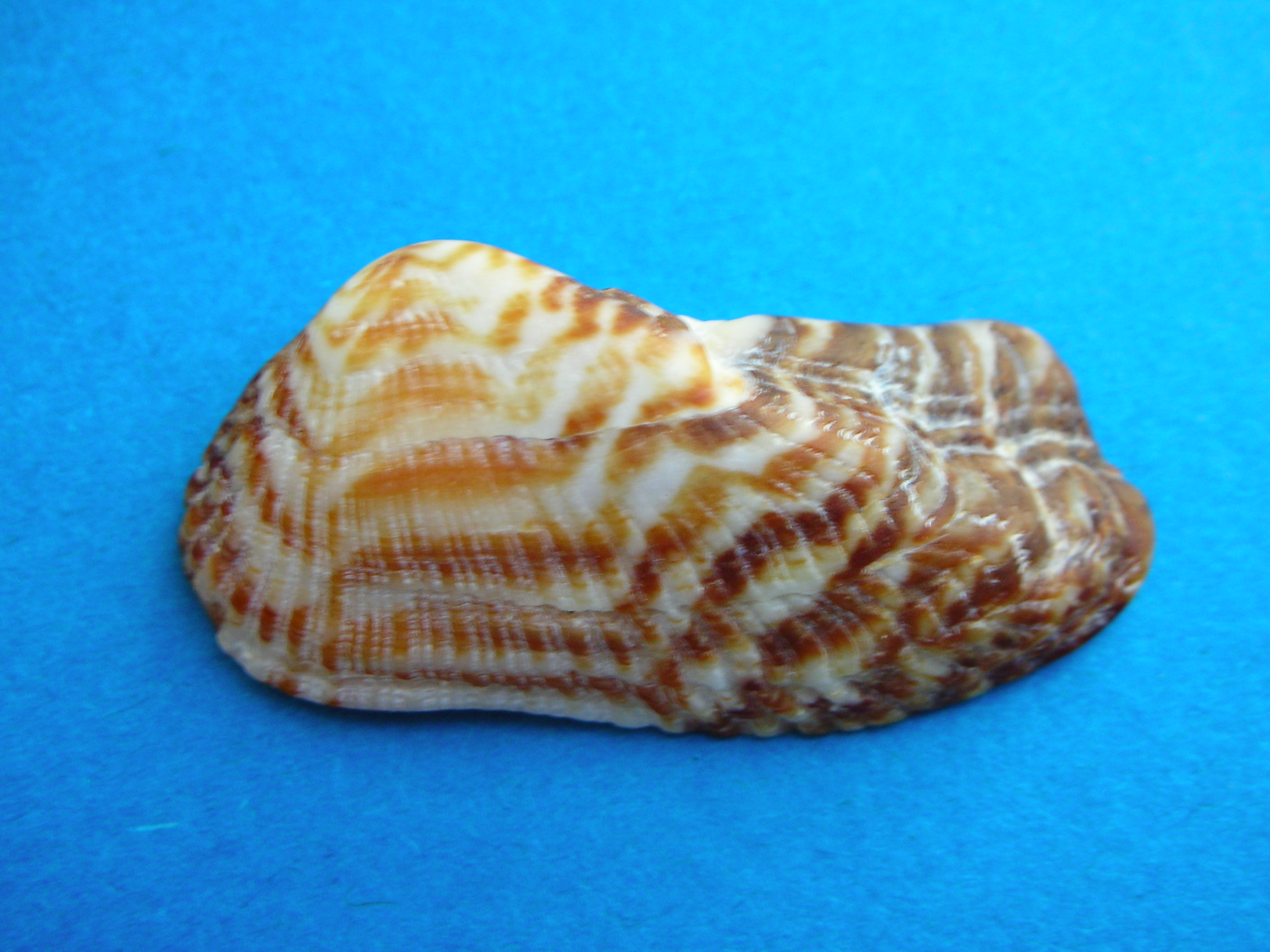
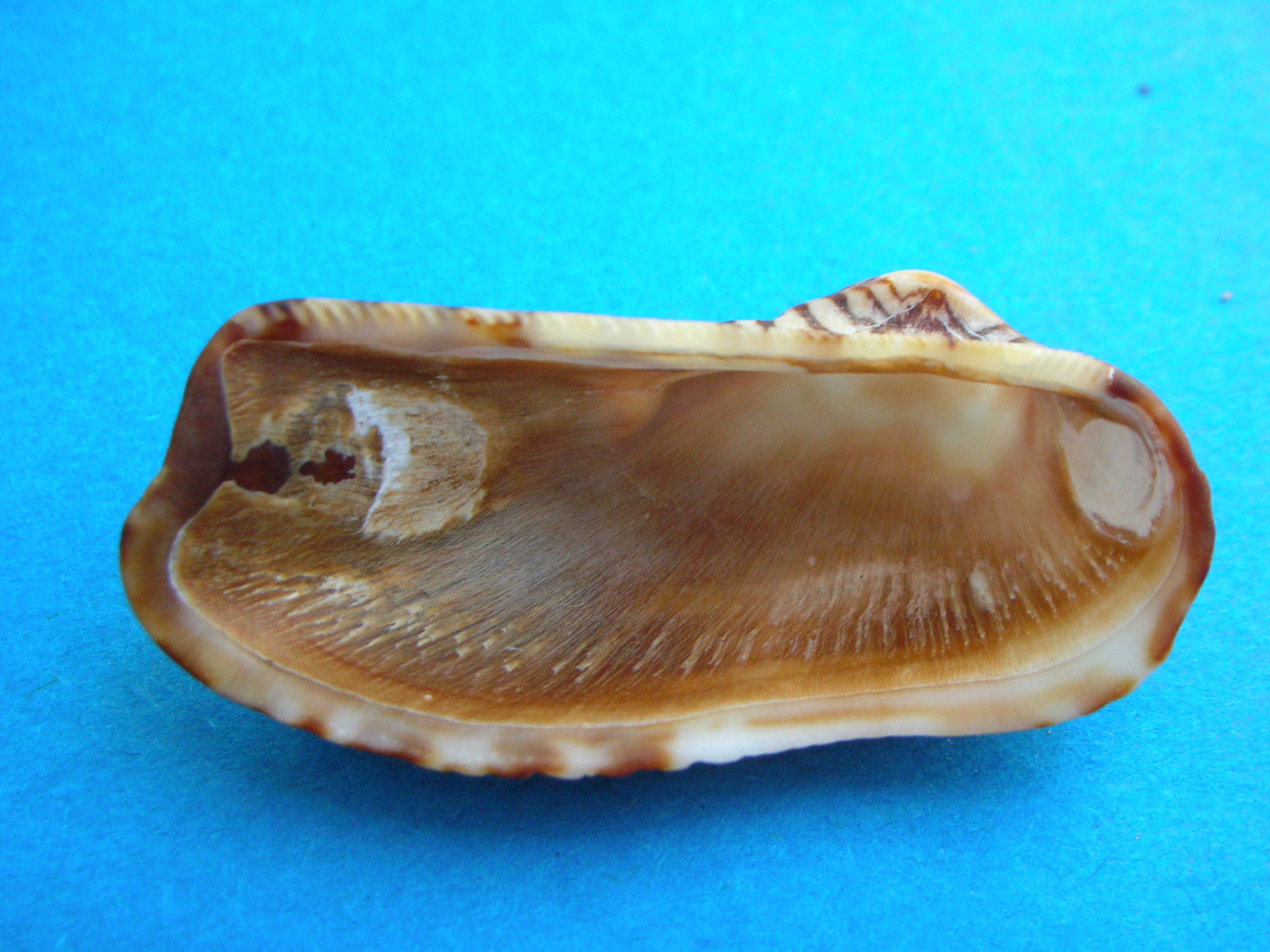